# Lasiocercis viridana
Lasiocercis viridana là một loài bọ cánh cứng trong họ Cerambycidae.